# Karl Bohm (cầu thủ bóng đá)
Karl Bohm (sinh ngày 24 tháng 8 năm 1995) là một cầu thủ bóng đá người Thụy Điển thi đấu cho BK Häcken ở Allsvenskan ở vị trí tiền vệ chạy cánh.

## Danh hiệu

### Câu lạc bộ
IFK Göteborg
- Cúp bóng đá Thụy Điển: 2014–15